# Station Stawno
Station Stawno is een spoorwegstation in de Poolse plaats Stawno.